# Frigidaire (azienda)
La Frigidaire è un'azienda statunitense di elettrodomestici.

## Storia
La Frigidaire fu fondata come Guardian Frigerator Company a Fort Wayne e produsse il primo frigorifero inventato da Nathaniel B. Wales e Alfred Mellowes nel 1916.
Nel 1918, William C. Durant, fondatore della General Motors, investì personalmente nell'azienda e le diede il nome di Frigidaire nel 1919. Il nome divenne nella prima metà del Novecento sinonimo di frigorifero, frigidaire. Fu l'origine del termine slang, fridge.
Dal 1919 al 1979, l'azienda fu di proprietà della General Motors; durante tale periodo appartenne alla Delco-Light e più tardi divenne indipendente con sede a Dayton; il logo conteneva la frase "Product of General Motors", e più tardi "Home Environment Division of General Motors".
La Frigidaire fu venduta alla White Sewing Machine Company nel 1979, che a sua volta, nel 1986, fu acquisita dalla Electrolux.
I primati dell'azienda sono:
- primo frigorifero come singolo apparecchio creato nel settembre 1918 a Detroit;[3]
- primo frigorifero domestico;
- primo condizionatore d'aria per ambienti;
- serie di elettrodomestici da 30 pollici
- colori coordinati per elettrodomestici.

## Lavatrici

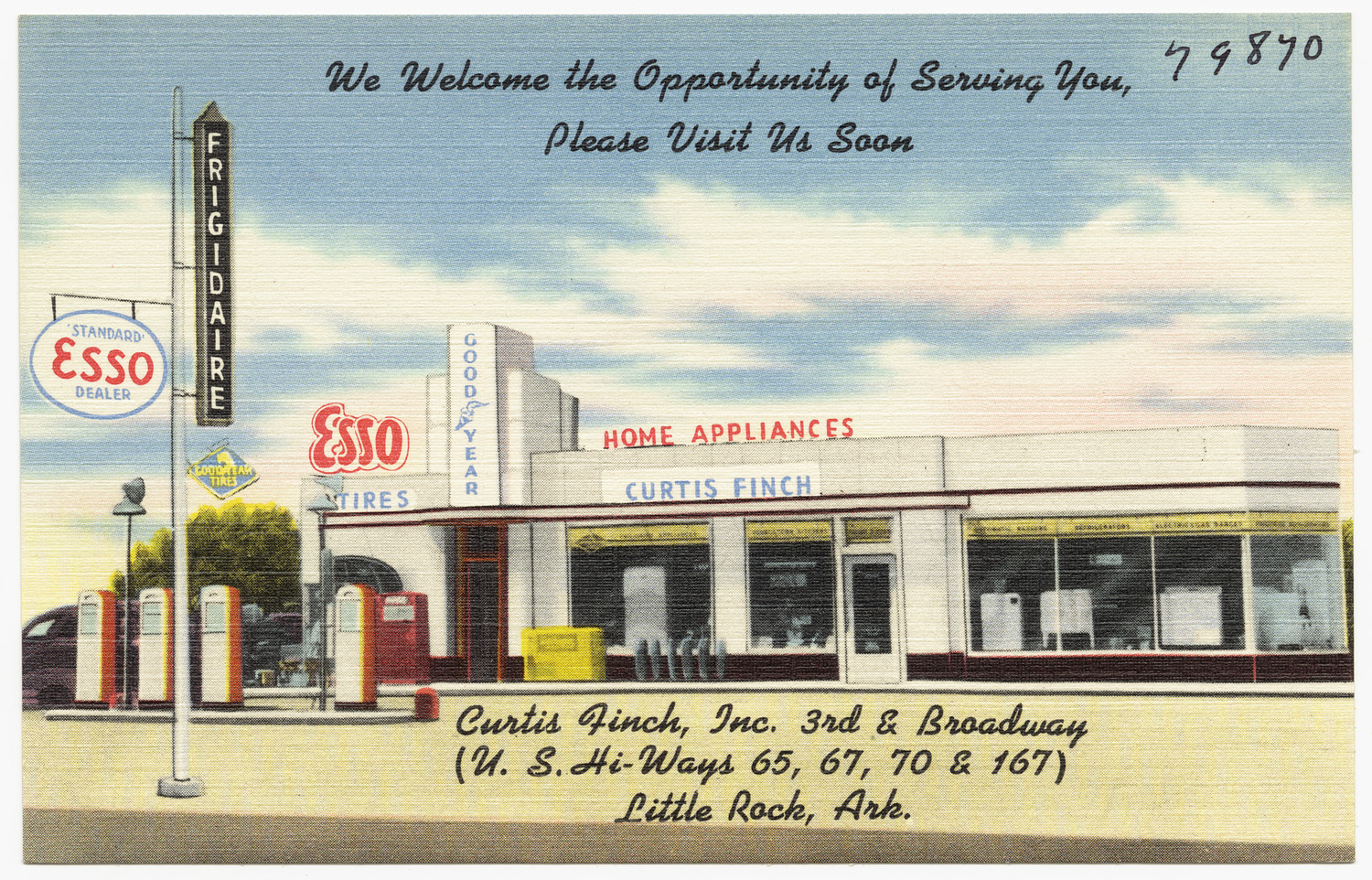
Rivenditore Frigidaire e stazione Esso, Arkansas, 1930–1945

Durante gli anni la Frigidaire fu sotto il controllo della General Motors, con un primato nel mercato delle lavatrici automatiche. L'ingegnere Kenneth Sisson è accreditato dell'invenzione del sistema "Unimatic" sul finire degli anni '30. La produzione delle prime lavatrice automatiche risale alla seconda guerra mondiale e introdotte sul mercato nel 1947. Il sistema di lavaggio Frigidaire fu unico nel modo "pulsato su e giù" diverso dal tradizionale "oscillante". La linea Unimatic fu in produzione per lungo tempo, dal 1947 al 1958. Il sistema "Pulsamatic", con getto pulsante a 330 pulsazioni/min, fu introdotto nel 1955 per i modelli di gamma bassa. Questo sistema fu la base del "Multimatic", introdotto nel 1959. La linea "Multimatic" rimase in produzione fino al 1964, quando successivamente dal 1965 fu introdotta la "Rollermatic". Da notare la centrifuga delle lavatrici che già all'epoca raggiungevano notevoli valori; vennero chiamate "Rapidry": 1.140 giri/min per la Unimatic, 850 giri/min per la Multimatic e 1.010 per la Rollermatic. Quando l'azienda fu acquisita dalla White Consolidated Industries nel 1979, venne abbandonato lo stile General Motors in favore di quello White-Westinghouse a carica dall'alto.

## Frigoriferi

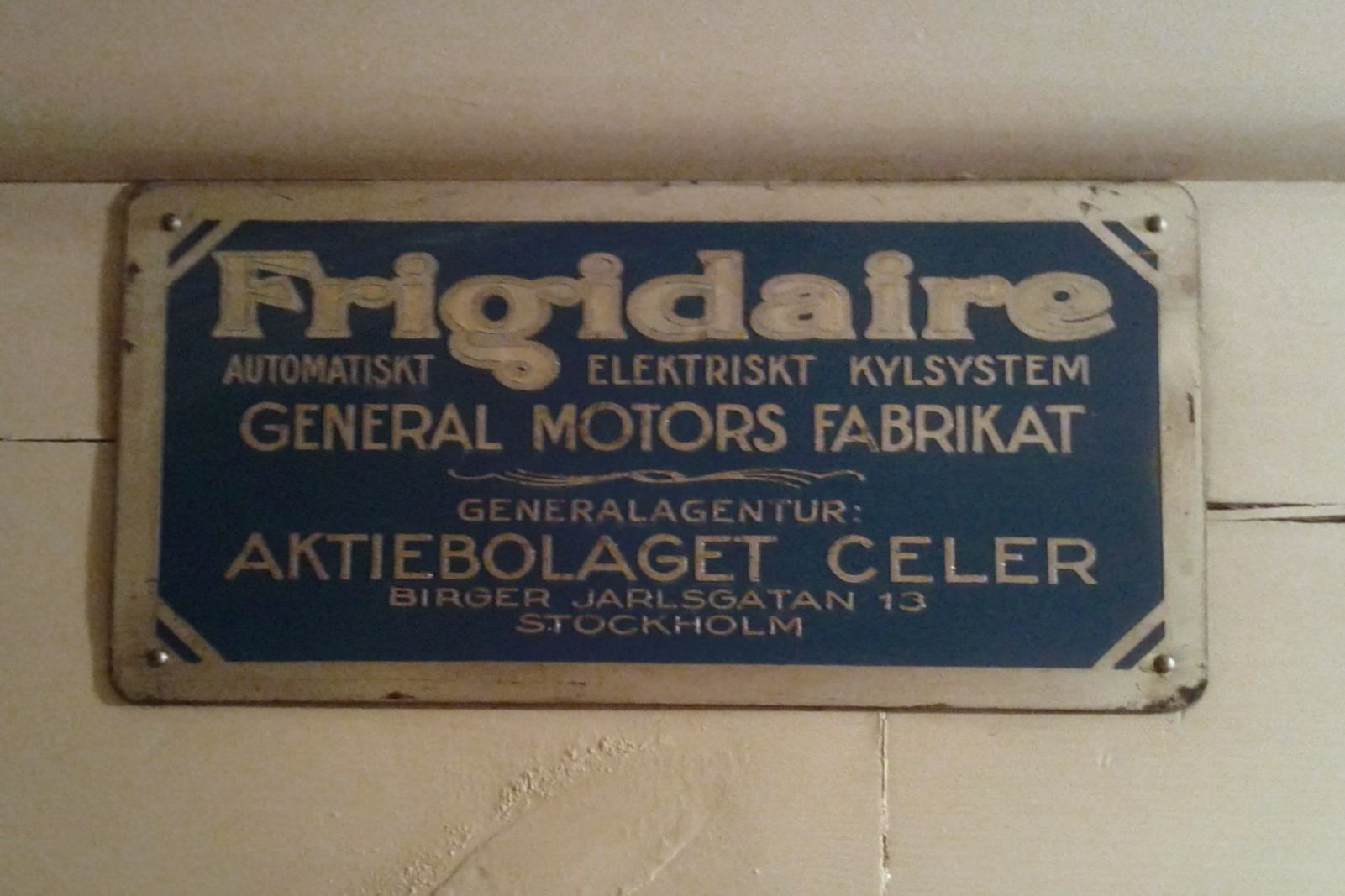
Frigidaire presso la Hallwyl House

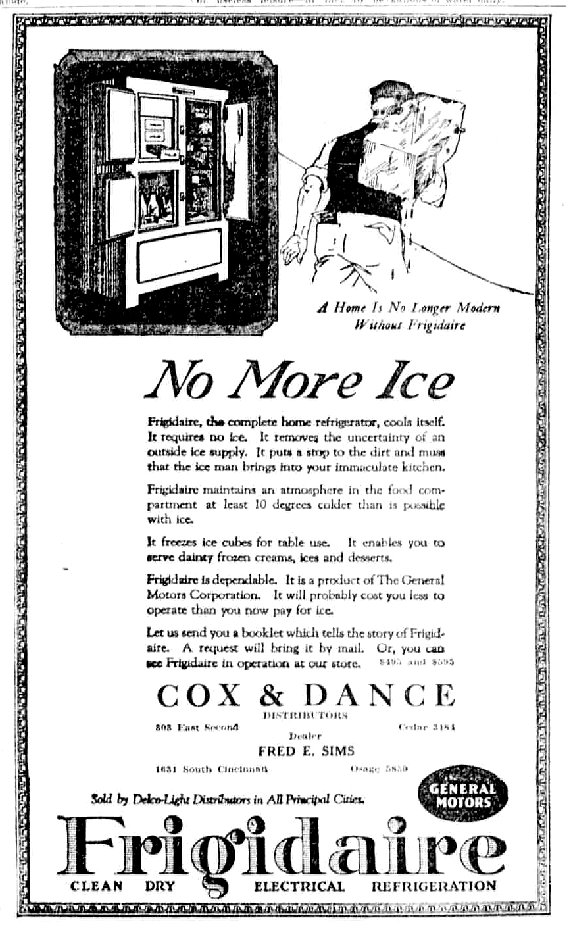
Frigidaire "iceless" (senzaghiaccio) in una pubblicità del 1922

Frigidaire produce frigoriferi e congelatori per uso domestico.

## Condizionatori d'aria
Oltre ai condizionatori d'aria per casa, Frigidaire ha provveduto a fornire sistemi nel settore automotive per la General Motors. Negli anni '50-'60 vennero forniti sistemi per Cadillac e Chevrolet Corvair.

## Fabbriche
Un sito produttivo è situato al Frank C. Pidgeon Industrial park, sudovest di Memphis (Tennessee). La fabbrica è costruita secondo gli standard LEED. Viene costruito il prodotto a marchio Electrolux e Frigidaire.
Electrolux/Frigidaire opera anche a Springfield (Tennessee), così come in Messico dal 2005.

## Nella cultura di massa
Nel 2007 l'album Jarvis del cantautore Jarvis Cocker canta una canzone dal titolo "From Auschwitz to Ipswich" con questa strofa:
They would gaze in wonder at your Frigidaire
They had to fight just to survive
So can't you do something with your life?»
La parola Frigidaire sta a significare "molto freddo" e "frigid air" (aria frigida).
La canzone "I'm gonna move to the outskirts of town", cantata da Ray Charles:
We gonna move away from here

I don't need no iceman

I'm gonna get you a Fridgidaire»
Nel 1953 nel film spagnolo Welcome Mr. Marshall!, la canzona principale dice:
y a las niñas bonitas van a obsequiarlas con aeroplanos.

Con aeroplanos de chorro libre,

que corta el aire

y también rascacielos bien conservados en Frigidaire»
Il poeta Shel Silverstein cita in "Bear in There" nel libro per bambini A Light in the Attic:
In our Frigidaire–

He likes it 'cause it's cold in there.

With his seat in the meat

And his face in the fish

And his big hairy paws

In the buttery dish,

He's nibbling the noodles,

He's munching the rice,

He's slurping the soda,

He's licking the ice.

And he lets out a roar

If you open the door.

And it gives me a scare

To know he's in there–

That Polary Bear

In our Fridgitydaire»

### Uso comune
In Australia e Stati Uniti il termine "fridge" è usato per indicare il frigorifero. Nelle Filippine il termine "pridyider", deriva da Frigidaire. In Tunisia il frigorifero è identificato in idioma francese con "frigidaire". Nel Quebec, in Belgio, in Svizzera e in Francia, il termine "frigidaire" è usato spesso per indicare il frigorifero o congelatore. In Ungheria, si usa il termine "fridzsider". In Romania "frigidaire". In Serbia "frižider". Nella lingua siciliana, si usa il termine "friggiteri".